# Oberstes Gericht (Polen)

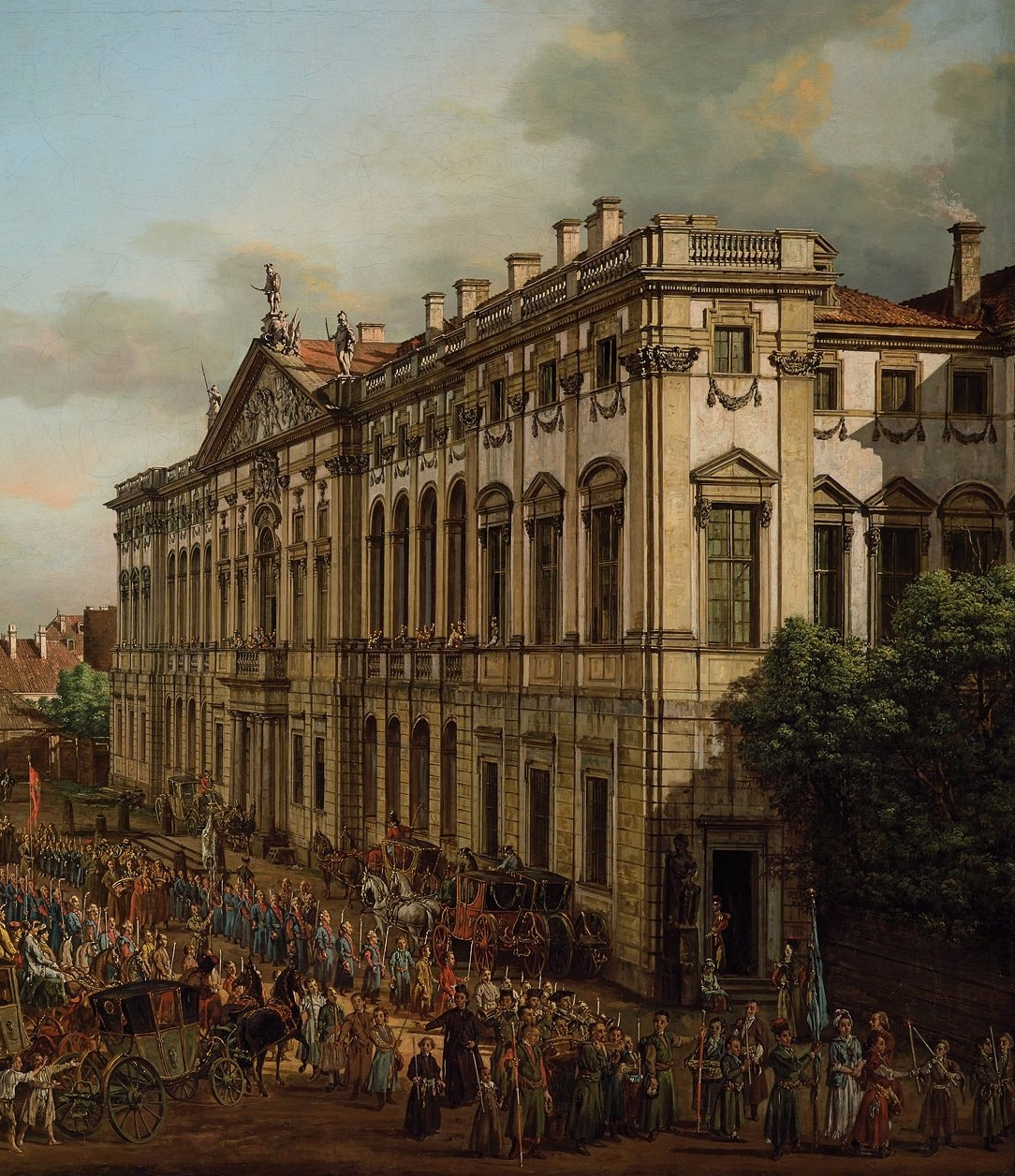
Krasiński-Palast vor 1800

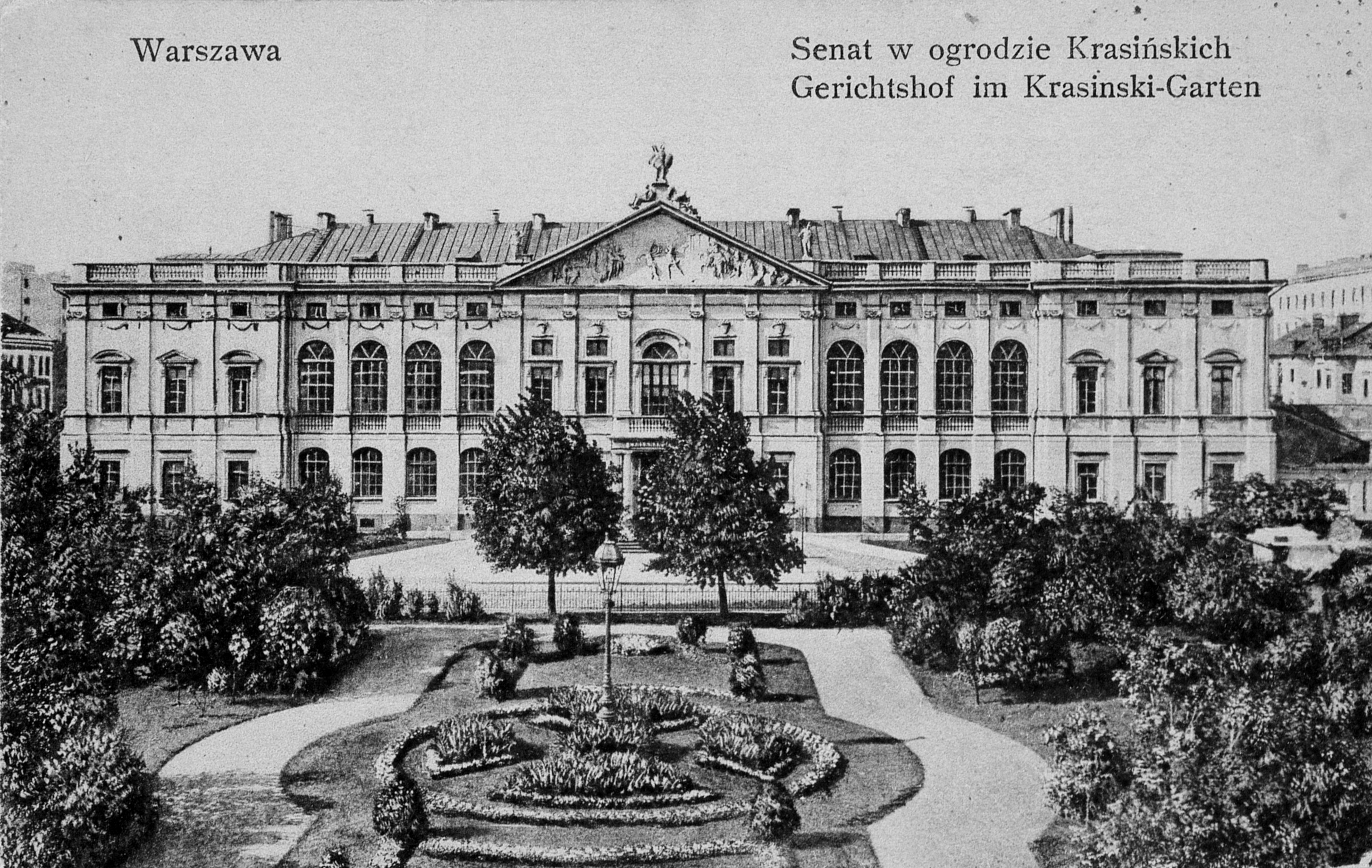
Krasiński-Palast vor 1939

Das Oberste Gericht (polnisch Sąd Najwyższy) ist in der Republik Polen die höchste Instanz in Zivil- und Strafsachen. Das Gericht entscheidet als höchstinstanzliches Gericht in Verfahren der ordentlichen und bis 2018 auch Militärgerichtsbarkeit. Neben dem Instanzenzug der ordentlichen Gerichtsbarkeit steht der Verfassungsgerichtshof, der grundsätzlich nur die Verletzung von Verfassungsrecht prüft.

## Geschichte
Das Oberste Gericht knüpfte an das Kassationsgericht des Fürstentums Warschau aus napoleonischer Zeit an. Es nahm noch während des Ersten Weltkriegs 1917 als Königlich-Kaiserliches Oberstes Gericht (polnisch Królewsko-Cesarski Sąd Najwyższy) seine Arbeit auf. Zum ersten Gerichtspräsidenten wurde von den Mittelmächten Stanisław Pomian-Srzednicki bestimmt. Nachdem Polen 1918 die vollständige Unabhängigkeit erlangt hatte, wurde mit Dekret vom 8. Februar 1919 das Oberste Gericht reformiert, und viele Richter, die als kaisertreu galten, abberufen.
Nach dem deutschen Überfall auf Polen stellte das Oberste Gericht seine Arbeit ein. Nach dem Zweiten Weltkrieg wurde das Oberste Gericht mit neuen, nunmehr der sowjetischen Führung genehmen Richtern wieder eingesetzt. Seine Kompetenzen wurden mit Gesetzen von 1962 und 1984 neu geregelt. Im Zuge der Wende 1989 wurde das Oberste Gericht aufgelöst und neu gegründet, allerdings zum überwiegenden Teil mit den alten Richtern aus kommunistischer Zeit.
Im Jahr 2002 wurde eine neue rechtliche Grundlage für die Organisation des Obersten Gerichts geschaffen, die die alte von 1984 abgelöst hat. Eine neue vom Parlament verabschiedete Reform von 2017 scheiterte am Veto des Staatspräsidenten. Präsident Andrzej Duda legte ein eigenes Reformgesetz vor, das seit der Verabschiedung durch das Parlament 2018 in Kraft trat. Es ist Gegenstand heftiger politischer Kontroversen in Polen. Umstritten ist insbesondere die Herabsetzung des Pensionsalters für Richter des Obersten Gerichts vom 70. auf das 65. Lebensjahr für Richter und auf das 60. Lebensjahr für Richterinnen sowie die Teilnahme von Schöffen an den Sitzungen des Obersten Gerichts.

## Rechtsgrundlage
Rechtsgrundlage der Zuständigkeit und Tätigkeit des Obersten Gerichts ist die polnische Verfassung, das Gesetz über das Oberste Gericht und die Verordnung des Präsidenten über die Organisation des Obersten Gerichts.

## Richter
Der Staatspräsident von Polen ernennt die Richter des Obersten Gerichts auf Antrag des Staatlichen Gerichtsrates. Wie alle Richter in Polen genießen die Richter des Obersten Gerichts strafrechtliche Immunität. Es sind 120 Richterplanstellen vorgesehen.

## Organe
Zu den Organen des Gerichts zählen der Erste Gerichtspräsident, die Gerichtspräsidenten der einzelnen Kammern, die Generalversammlung der Richter des Obersten Gerichts, die Versammlung der Gerichtspräsidenten und das Kollegium.

### Erster Gerichtspräsident

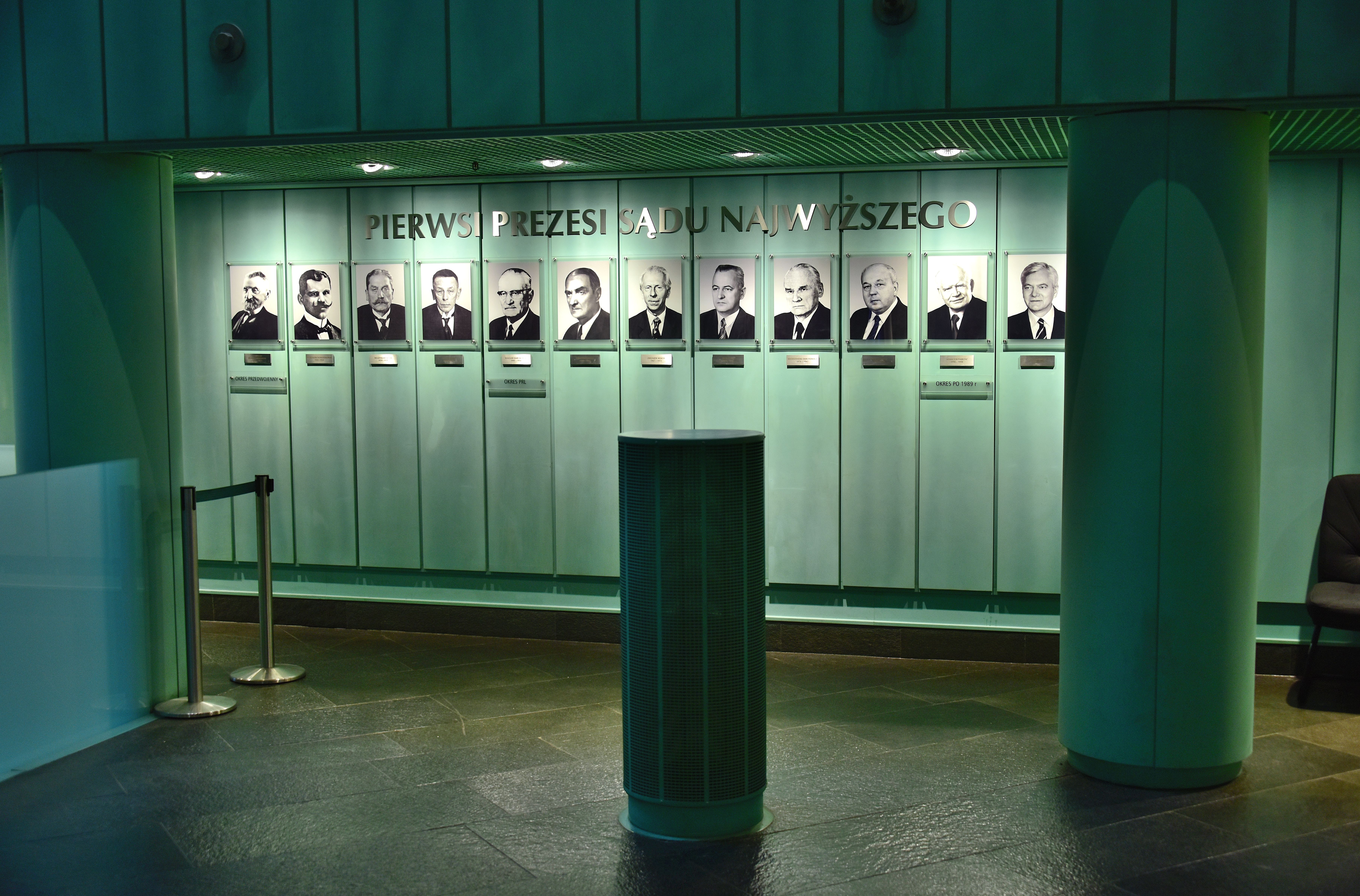
Porträts der Präsidenten

Der Erste Gerichtspräsident wird vom Staatspräsidenten unter fünf Richtern des Obersten Gerichts ausgewählt, die intern von der Generalversammlung des Obersten Gericht als Kandidaten benannt werden. Seine Amtszeit beträgt sechs Jahre. Er ist gleichzeitig auch der Vorsitzende des Staatsgerichtshofs. Gegenwärtige Präsidentin ist Małgorzata Manowska.
Die Liste stellt die Gerichtspräsidenten seit 1917 dar, wobei kommissarisch tätige Amtsinhaber kursiv dargestellt sind:
| LNr. | Name                        | Amtszeit                               |
| ---- | --------------------------- | -------------------------------------- |
| 1.   | Stanisław Pomian-Srzednicki | 1. September 1917 – 28. Februar 1922   |
| 2.   | Franciszek Nowodworski      | 1. März 1922 – 3. August 1924          |
| 3.   | Władysław Seyda             | 22. September 1924 – 17. Januar 1929   |
| 4.   | Leon Supiński               | 17. Januar 1929 – September 1939       |
| 5.   | Wacław Barcikowski          | 28. Februar 1945 – 12. Februar 1956    |
| 6.   | Jan Wasilkowski             | 12. Dezember 1956 – 22. Mai 1967       |
| 7.   | Zbigniew Resich             | 23. Mai 1967 – 21. Januar 1972         |
| 8.   | Jerzy Bafia                 | 21. Januar 1972 – 1. April 1976        |
| 9.   | Włodzimierz Berutowicz      | 1. April 1976 – 14. Mai 1987           |
| 10.  | Adam Łopatka                | 14. Mai 1987 – 30. Juni 1990           |
| 11.  | Adam Strzembosz             | 1. Juli 1990 – 17. Oktober 1998        |
| 12.  | Lech Gardocki               | 17. Oktober 1998 – 18. Oktober 2010    |
| 13.  | Stanisław Dąbrowski         | 14. Oktober 2010 – 9. Januar 2014      |
| –    | Lech Paprzycki              | 9. Januar 2014 – 30. April 2014        |
| 14.  | Małgorzata Gersdorf         | 30. April 2014 – 30. April 2020        |
| –    | Józef Iwulski               | 4. Juli 2018 – 12. September 2018      |
| –    | Dariusz Zawistowski         | 13. September 2018 – 31. Dezember 2018 |
| –    | Kamil Zaradkiewicz          | 1. Mai 2020 – 15. Mai 2020             |
| –    | Aleksander Stępkowski       | 15. Mai 2020 – 25. Mai 2020            |
| 15.  | Małgorzata Manowska         | ab 25. Mai 2020                        |

### Kammern
Beim Obersten Gericht gibt es Kammern für Zivilsachen, für Strafsachen, für Arbeits- und Sozialversicherungssachen, für Außergewöhnliche Kontrolle und Öffentliche Sachen sowie für Disziplinarsachen.

## Gebäude

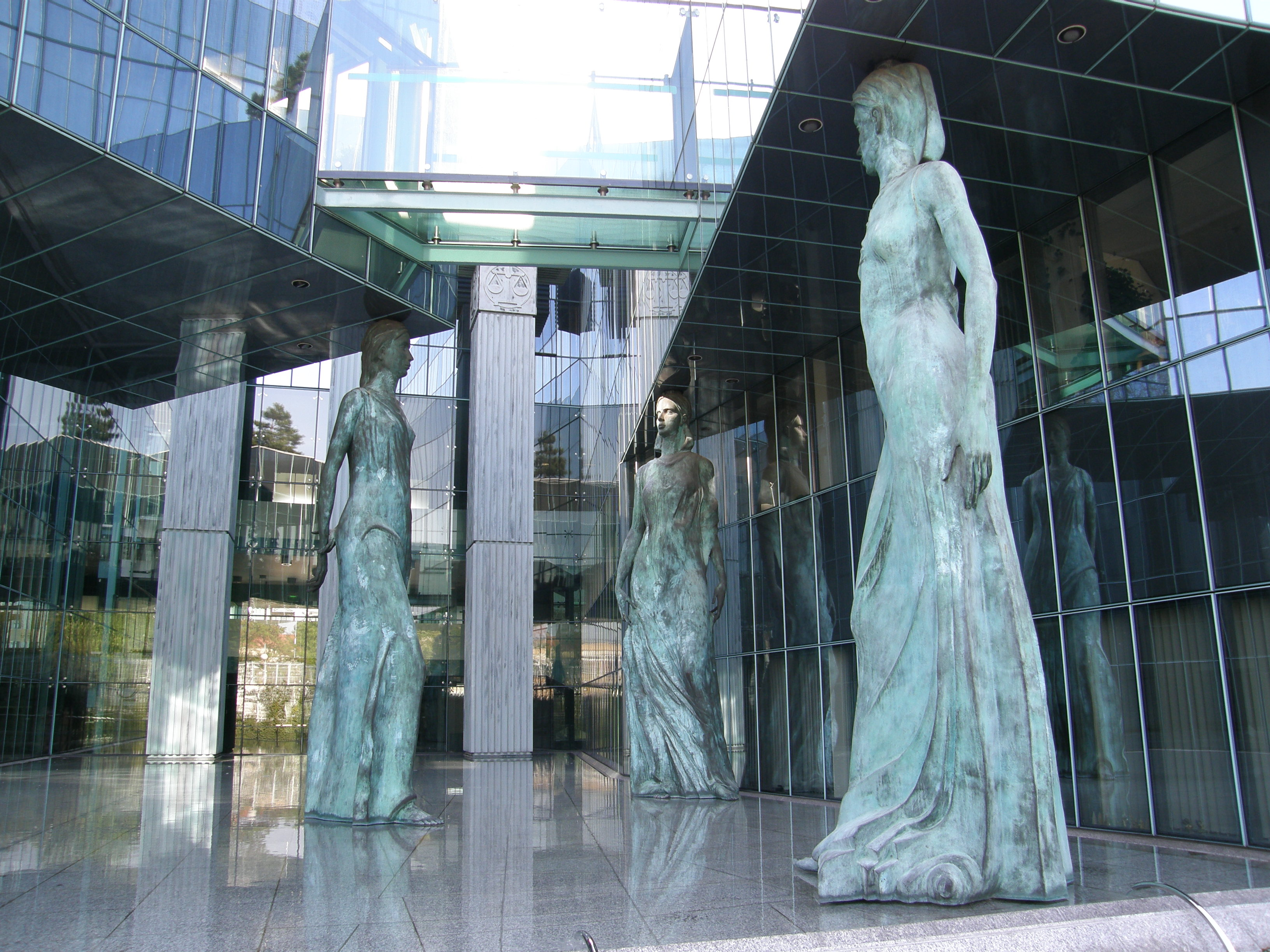
Außenbereich

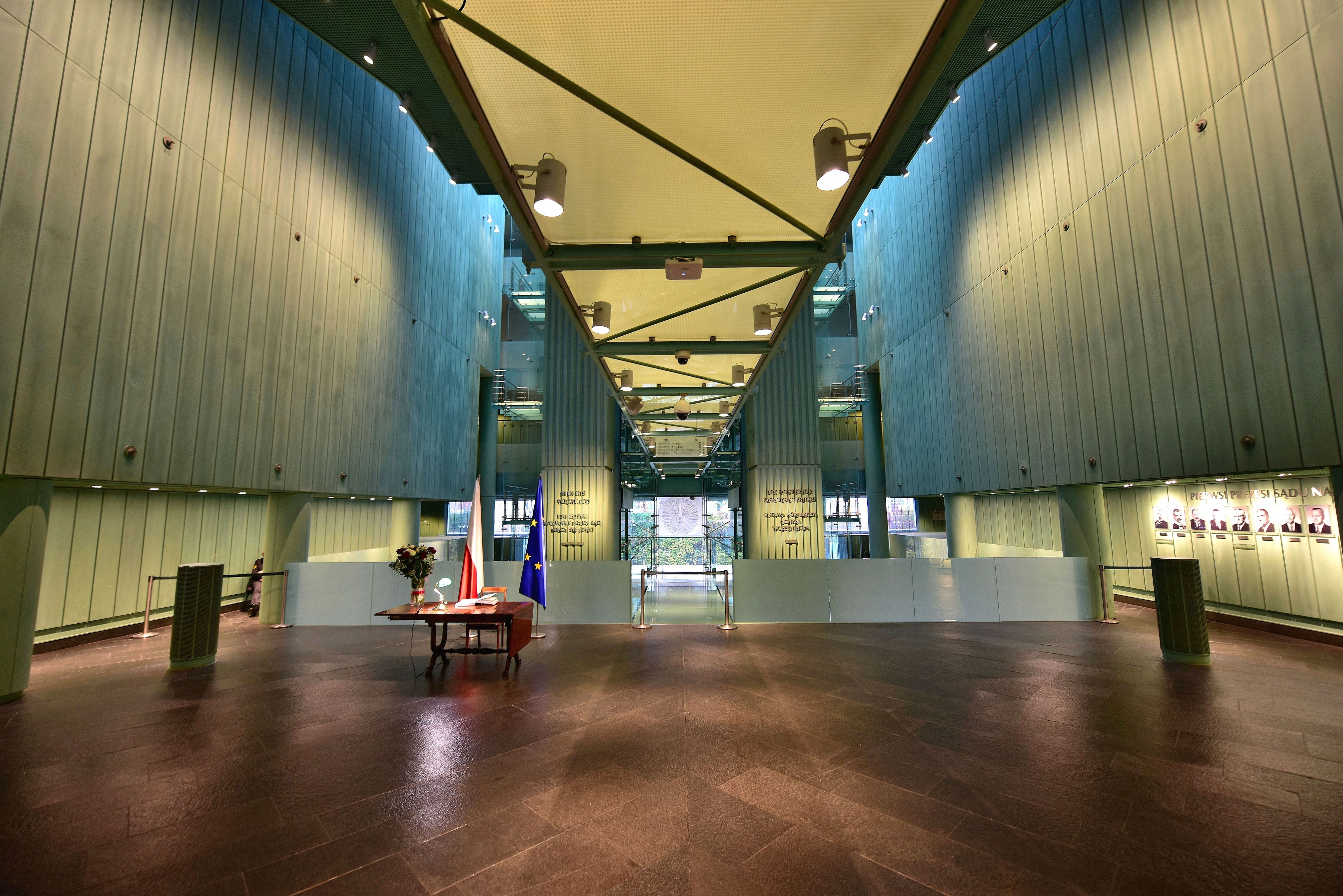
Innenbereich

Von 1917 bis 1939 tagte das Oberste Gericht im Krasiński-Palast, wo bereits vor 1812 das Kassationsgericht des Fürstentums Warschau untergebracht war. Von 1945 bis 1950 tagte das Oberste Gericht aufgrund der Zerstörung Warschaus im Zweiten Weltkrieg in Łódź. Von 1950 bis 1999 tagte es im Gebäude, das heute vom Oberlandesgericht Warschau genutzt wird. Das Oberste Gericht hat seit 1999 seinen Sitz in einem Gebäude am Krasiński-Platz schräg gegenüber dem Krasiński-Palast, das u. a. durch seine 86 lateinischen Inschriften bekannt ist.

## Budget
Das Budget des Obersten Gerichts wird im Jahreshaushalt festgelegt. 2019 betrugen die Ausgaben ca. 160 Mio. PLN und die Einnahmen 0,26 Mio. PLN.